# Клепа
Клепа (на македонска литературна норма: Клепа) е планина и историко-географска област в централната част на Северна Македония. Простира се южно от Велес между долините на реките Изворщица, Бабуна и Вардар, а на юг се ограничава от Ясеновачка глава (1110 м), планината Руен и долината на река Черна река. Най-високата точка е връх Клепа (1149 м). Други по-високи върхове са Ветерско (1080 м) и Гезавица (921 м). Планината е обезлесена, с изключение на по-високите части, където е разпространен дъб.